# Liste der Bodendenkmäler in Sonthofen
Auf dieser Seite sind die Bodendenkmäler in der schwäbischen Gemeinde Sonthofen zusammengestellt. Diese Tabelle ist eine Teilliste der Liste der Bodendenkmäler in Bayern. Grundlage ist die Bayerische Denkmalliste, die auf Basis des Bayerischen Denkmalschutzgesetzes vom 1. Oktober 1973 erstmals erstellt wurde und seither durch das Bayerische Landesamt für Denkmalpflege geführt wird. Die folgenden Angaben ersetzen nicht die rechtsverbindliche Auskunft der Denkmalschutzbehörde.

## Bodendenkmäler der Gemeinde Sonthofen

### Bodendenkmäler in der Gemarkung Altstädten
| Lage                  | Objekt | Akten-Nr.     | Bild |
| --------------------- | --- | ------------- | ---- |
| Altstädten (Standort) | Burgstall des Mittelalters (Burgberg).                                                                                  | D-7-8527-0004 |      |
| Altstädten (Standort) | Siedlung der Bronzezeit, Gräber des frühen Mittelalters.                                                                | D-7-8527-0006 |      |
| Altstädten (Standort) | Mittelalterliche und frühneuzeitliche Befunde im Bereich der Katholischen Pfarrkirche St. Peter und Paul in Altstädten. | D-7-8527-0086 |      |
| Altstädten (Standort) | Frühneuzeitliche Befunde im Bereich der Katholischen Kapelle Maria vom guten Rat in Beilenberg.                         | D-7-8527-0088 |      |
| Altstädten (Standort) | Mittelalterliche und frühneuzeitliche Befunde im Bereich der Katholischen Kapelle St. Martin in Hinang.                 | D-7-8527-0092 |      |

### Bodendenkmäler in der Gemarkung Burgberg i.Allgäu
| Lage                         | Objekt                      | Akten-Nr.     | Bild |
| ---------------------------- | --------------------------- | ------------- | ---- |
| Burgberg i.Allgäu (Standort) | Burgstall des Mittelalters. | D-7-8427-0088 |      |

### Bodendenkmäler in der Gemarkung Sonthofen
| Lage                 | Objekt | Akten-Nr.     | Bild |
| -------------------- | --- | ------------- | ---- |
| Sonthofen (Standort) | Siedlung der Latènezeit und der römischen Kaiserzeit. | D-7-8427-0029 |      |
| Sonthofen (Standort) | Gräber der Merowingerzeit. | D-7-8427-0030 |      |
| Sonthofen (Standort) | Befestigung vor- und frühgeschichtlicher Zeitstellung. | D-7-8427-0031 |      |
| Sonthofen (Standort) | Burgstall des Mittelalters (Berghofen). | D-7-8427-0032 |      |
| Sonthofen (Standort) | Burgstall des Mittelalters (Winkelberg). | D-7-8427-0033 |      |
| Sonthofen (Standort) | Frühneuzeitliche Befunde im Bereich des ehemaligen Schlosses in Sonthofen.                                                                                           | D-7-8427-0041 |      |
| Sonthofen (Standort) | Burg des Mittelalters und Schloss der frühen Neuzeit (Fluhenstein).                                                                                                  | D-7-8427-0077 |      |
| Sonthofen (Standort) | Mittelalterliche und frühneuzeitliche Befunde im Bereich der Katholischen Stadtpfarrkirche St. Michael, der Frauenkapelle und des ehemaligen Friedhofs in Sonthofen. | D-7-8427-0150 |      |
| Sonthofen (Standort) | Mittelalterliche und frühneuzeitliche Befunde im Bereich der Katholischen Filialkirche St. Leonhard in Berghofen.                                                    | D-7-8427-0162 |      |
| Sonthofen (Standort) | Mittelalterliche und frühneuzeitliche Befunde im Bereich der Katholischen Kapelle St. Margareth in Margarethen.                                                      | D-7-8427-0163 |      |
| Sonthofen (Standort) | Mittelalterliche und frühneuzeitliche Befunde im Bereich des ehemaligen Spitals und der Spitalkirche Hl. Kreuz in Sonthofen.                                         | D-7-8427-0168 |      |
| Sonthofen (Standort) | Frühneuzeitliche Befunde im Bereich der Friedhofskapelle St. Sebastian und Afra in Sonthofen und des zugehörigen Friedhofs.                                          | D-7-8427-0169 |      |
| Sonthofen (Standort) | Mittelalterliche und frühneuzeitliche Befunde im Bereich des wüstgefallenen Ortes Oberried und der Dreifaltigkeitskapelle mit Vorgängerbau.                          | D-7-8427-0178 |      |
| Sonthofen (Standort) | Richtstätte der frühen Neuzeit. | D-7-8427-0179 |      |
| Sonthofen (Standort) | Uferbefestigung des späten Mittelalters. | D-7-8427-0180 |      |
| Sonthofen (Standort) | Mittelalterliche und frühneuzeitliche Befunde im Bereich der Katholischen Kapelle St. Katharina und Silvester in Imberg.                                             | D-7-8527-0094 |      |